# Tore Janson
Tore Janson, född 12 februari 1936 i Stockholm, är en svensk lingvist och professor emeritus. Har forskat inom flera humanistiska områden, med publikationer rörande latinsk litteratur, latinska språket, allmän språkvetenskap särskilt historisk fonologi och kreolistik, afrikanska språk. 
Janson blev fil dr i latin 1964 vid Stockholms universitet med avhandlingen Latin Prose Prefaces. Han blev senare professor i afrikanska språk vid Göteborgs universitet. Han pensionerades 2001, men har sedan dess varit affilierad vid Stockholms universitet. Janson är ledamot av Kungliga Vetenskaps- och Vitterhetssamhället i Göteborg sedan 1986 och av Kungliga Vitterhets Historie och Antikvitets Akademien sedan 1989. 

## Forskning

### Latin och språkvetenskap
Doktorsavhandlingen Latin Prose Prefaces 1964 gällde den historiska utvecklingen av litterära konventioner. Boken Prose Rhythm in Medieval Latin 1975 presenterade en statistisk metod, som sedan har använts som standardprocedur, för analys av ett stilistiskt särdrag i medeltida latinska texter, och visade att studier av detta särdrag kunde påvisa skoltraditioner och beroenden mellan författare.
Boken Mechanisms of Language Change in Latin 1979 och ett antal artiklar i språkvetenskapliga tidskrifter (Language, Journal of Linguistics, Journal of Phonetics ...) under sent 1970-tal och 1980-tal gällde i stor utsträckning ljudförändringars uppkomst och utveckling; särskilt hävdades att skillnaden mellan talare och lyssnare borde beaktas mer än som hade gjorts. Studierna gällde inte bara latin utan också svenska, kreolspråk och romanska språk.

### Afrikanska språk
Från början av 1980-talet sysslade Tore Jansson med afrikanska språk. Han skrev med medförfattare två böcker  om språkförhållandena i Botswana: Birth of a National Language: The History of Setswana (med Joseph Tsonope, 1989) och Languages in Botswana : Language Ecology in Southern Africa (med Lars-Gunnar Andersson, 1997). Han har också publicerat större tidskriftsartiklar i Sprache und Geschichte in Africa, Southern African Journal of African Linguistics och så vidare. Artiklarna behandlar bantuspråkens historiska fonologi och om möjligheterna att utnyttja jämförelser av språket för att rekonstruera historiska förhållanden och förlopp.

### Populärvetenskap
Från senare delen av 1990-talet har han skrivit populärvetenskapliga  verk om språkvetenskap och antiken. Boken Språken och historien (1997) har bearbetats för att passa läsare inom andra språkområden. Den har utkommit på fyra språk engelska, tyska, ungerska och norska.  Latin: Kulturen Historien Språket från 2001 har översatts till fem språk. Romarinnor och romare: Livet i antiken 2006. 2010 kom boken Språkens historia och 2013 kom Germanerna: myten, historien, språken som behandlar hur upptäckten av Tacitus Germania påverkade tysk historieuppfattning och ledde till en myt, sedan skildras huvuddragen i de germanska folkens historia för att avslutas med en avdelning om germanska språk.